# Der Honorarkonsul
Der Honorarkonsul (Originaltitel The Honorary Consul) ist eine von John Mackenzie inszenierte Literaturverfilmung nach dem gleichnamigen Roman von Graham Greene. Die Hauptrollen spielen Michael Caine und Richard Gere.

## Handlung
Dr. Eduardo Plarr zieht in die Stadt Corrientes im nördlichen Argentinien, nahe der Grenze zu Paraguay, und begegnet dort dem alkoholabhängigen Charley Fortnum, der als Honorarkonsul Großbritanniens Interessen in der Region vertritt. Fortnum nimmt Plarr mit in ein örtliches Bordell, in dem eine attraktive Prostituierte die Aufmerksamkeit des Arztes erregt.
Plarrs Vater verschwand vor zwei Jahren in Paraguay. Er bittet den örtlichen Polizeichef Perez, ihn bei der Suche nach seinem Vater zu unterstützen. Leon, ein alter Freund Plarrs aus seiner Zeit in Paraguay, behauptet, dass ein Mann namens Aquino über Informationen zum Verbleib des Vaters verfügt. Der Arzt sucht wieder das Bordell auf, er findet jedoch die schöne junge Frau nicht mehr.
Fortnum bittet Plarr, seine Ehefrau Clara zu untersuchen. Zu Plarrs Überraschung muss er feststellen, dass sie die junge Frau aus dem Bordell ist. Plarr und Clara beginnen eine Affäre und kurze Zeit später erwartet sie ein Kind von ihm. Aquino und Leon erzählen Plarr, dass sein Vater in einem Gefängnis in Paraguay einsitzt. Die beiden nötigen Plarr ihnen zu helfen, den amerikanischen Botschafter zu entführen.
Es kommt zu einer Verwechslung, und Fortnum wird an Stelle des Botschafters entführt. Perez teilt Plarr mit, dass sein Vater bei einem Fluchtversuch vor einem Jahr erschossen wurde. Plarr sucht Leon und die anderen Revolutionäre in ihrem Versteck auf, in dem sie Fortnum festhalten. Leon gibt zu, den Arzt angelogen zu haben, um sich seine Unterstützung zu sichern. Die Entführer haben nicht die Absicht, Plarr gehen zu lassen. Fortnum erfährt zufällig, dass Plarr der Vater des ungeborenen Kindes von Clara ist. Sicherheitskräfte stürmen das Versteck. Alle Entführer werden getötet, und Plarr wird später von Perez hingerichtet. Fortnum und Clara versöhnen sich am Ende wieder und beschließen, das Kind Eduardo in Andenken an Plarr zu nennen.

## Rezeption
„Eine in dichten Bildern und mit guten Darstellern sorgfältig inszenierte Verfilmung des Romans von Graham Greene. Obwohl des Öfteren an Melodram und thematische Überladenheit grenzend, bleibt der Film durch die Charakterkonstellation und -entwicklung stets interessant und bietet spannende Unterhaltung.“

„In Teilen ist dieser Spielfilm ein Durcheinander. In anderen Teilen ist der Film bewegend in leisen Tönen. Der Honorarkonsul hat eine der besten Endungen, an die ich mich in mittelmäßigen Filmen erinnern kann und die vieles wiedergutmacht, was die vorherige Schlampigkeit angerichtet hat. Und im gesamten Film zeigt Michael Caine eine bemerkenswerte Darbietung. Bei jemandem wie Caine, der seit so langer Zeit in so vielen Filmen mitgewirkt hat, vergisst man leicht, welch ein herausragender Schauspieler er ist.“

„Der Honorarkonsul schreitet pflichtbewusst voran, um alle wesentlichen Aspekte der Geschichte aufzugreifen, allerdings in einem solch langsamen Tempo, dass der durchschnittlich aufmerksame Zuschauer der Handlung weit voraus ist.“

Michael Caine und Bob Hoskins wurden für ihre Rollen für einen BAFTA Award nominiert.

## Entstehung und Veröffentlichung
Der Honorarkonsul wurde überwiegend in Veracruz und Mexiko-Stadt in Mexiko gedreht. Der Film wurde mit einem eher geringen Budget von ca. 12 Millionen US-Dollar produziert und spielte allein an den US-Kinokassen ca. 6 Millionen Dollar ein.
Erstaufführung war in der Bundesrepublik Deutschland am 13. Januar 1984, in der DDR am 14. März 1986. In der deutschen Fassung hört man Wolfgang Pampel für Caine, Frank Glaubrecht für Gere, Heinz Theo Branding für Hoskins, Evelyn Maron für Carrillo, Manfred Lehmann für de Almeida, Ulrich Gressieker für Martinez und Barbara Ratthey für Cotsirilos.